# 北緯61度線
北緯61度線（ほくい61どせん）は、地球の赤道面より北に地理緯度にして61度の角度を成す緯線。大西洋、ヨーロッパ、アジア、北アメリカを通過する。
この緯度の下では、夏至点時の可照時間は19時間16分で、冬至点時は5時間32分である。

## 通過する地域一覧
北緯61度線は、本初子午線から東に向かって以下の場所を通っている。
| 地理座標                                               | 国土・領土・領海 | 備考 |
| ------------------------------------------------------ | ---------------- | --- |
| 北緯61度0分 東経0度0分 / 北緯61.000度 東経0.000度      | 大西洋           | 北海とノルウェー海の境界 |
| 北緯61度0分 東経4度40分 / 北緯61.000度 東経4.667度     | ノルウェー       | Ytre Sula島、Hiserøyna島、本土 |
| 北緯61度0分 東経12度14分 / 北緯61.000度 東経12.233度   | スウェーデン     | |
| 北緯61度0分 東経17度13分 / 北緯61.000度 東経17.217度   | バルト海         | ボスニア湾 |
| 北緯61度0分 東経21度17分 / 北緯61.000度 東経21.283度   | フィンランド     | |
| 北緯61度0分 東経28度41分 / 北緯61.000度 東経28.683度   | ロシア           | ラドガ湖、オネガ湖を通過 |
| 北緯61度0分 東経156度5分 / 北緯61.000度 東経156.083度  | オホーツク海     | ギジギン湾（英語版） |
| 北緯61度0分 東経159度53分 / 北緯61.000度 東経159.883度 | ロシア           | |
| 北緯61度0分 東経161度10分 / 北緯61.000度 東経161.167度 | オホーツク海     | ペンジナ湾（英語版） |
| 北緯61度0分 東経163度30分 / 北緯61.000度 東経163.500度 | ロシア           | カムチャツカ半島 |
| 北緯61度0分 東経172度11分 / 北緯61.000度 東経172.183度 | ベーリング海     | |
| 北緯61度0分 西経165度10分 / 北緯61.000度 西経165.167度 | アメリカ合衆国   | アラスカ州 |
| 北緯61度0分 西経151度30分 / 北緯61.000度 西経151.500度 | クック湾         | |
| 北緯61度0分 西経150度31分 / 北緯61.000度 西経150.517度 | アメリカ合衆国   | アラスカ州 - キナイ半島 |
| 北緯61度0分 西経150度19分 / 北緯61.000度 西経150.317度 | クック湾         | ターナゲイン湾 |
| 北緯61度0分 西経149度39分 / 北緯61.000度 西経149.650度 | アメリカ合衆国   | アラスカ州 |
| 北緯61度0分 西経141度0分 / 北緯61.000度 西経141.000度  | カナダ           | ユーコン準州 ノースウエスト準州 - グレートスレーブ湖を通過 ヌナブト準州                                                              |
| 北緯61度0分 西経94度10分 / 北緯61.000度 西経94.167度   | ハドソン湾       | |
| 北緯61度0分 西経77度59分 / 北緯61.000度 西経77.983度   | カナダ           | ケベック州 - アンガヴァ半島 ヌナブト準州 - ダイアナ島（英語版）                                                                      |
| 北緯61度0分 西経69度55分 / 北緯61.000度 西経69.917度   | ダイアナ湾       | |
| 北緯61度0分 西経69度40分 / 北緯61.000度 西経69.667度   | カナダ           | ケベック州 - アンガヴァ半島 |
| 北緯61度0分 西経69度28分 / 北緯61.000度 西経69.467度   | ハドソン海峡     | |
| 北緯61度0分 西経64度43分 / 北緯61.000度 西経64.717度   | デービス海峡     | |
| 北緯61度0分 西経48度24分 / 北緯61.000度 西経48.400度   | グリーンランド   | |
| 北緯61度0分 西経42度41分 / 北緯61.000度 西経42.683度   | 大西洋           | イギリス・スコットランド・シェトランド諸島・アンスト島、マックル・フラッガ島（英語版）、アウトスタック島（イギリス最北端）の北を通過 |